# Cornelia Metella
Cornelia Metella (latino: Cornelia Metella; Roma, 73 a.C. – Roma, dopo il 48 a.C.) è stata una nobildonna romana, quinta e ultima moglie di Gneo Pompeo Magno.

## Biografia
Cornelia Metella nacque a Roma nel 73 a.C., figlia di Quinto Cecilio Metello Pio Scipione Nasica, nato nella gens Cornelia, e di sua moglie Emilia Lepida. Secondo Plutarco, era bella, gentile, colta e molto ben istruita: oltre a saper suonare la lira, era esperta di geometria e filosofia, e a Roma era rispettata e benvoluta. 
Nel 54 a.C., venne data in moglie a Publio Licinio Crasso, figlio del triumviro Crasso. Il matrimonio, senza figli, terminò l'anno successivo, con la morte di suo marito e suo suocero nella battaglia di Carre. 
A quel punto, Cornelia attirò l'attenzione di Pompeo, il quale era da poco rimasto vedovo della sua quarta moglie, Giulia, figlia di Giulio Cesare. Dopo aver rifiutato di sposarne la nipote, Ottavia, a causa dei rapporti ormai tesi fra i due, Pompeo chiese invece in moglie Cornelia, la cui potente famiglia gli avrebbe garantito appoggio nel caso di rottura completa con Cesare, come poi effettivamente avvenne. Il matrimonio fu celebrato nel 52 a.C., e rimase senza discendenza. 
Cornelia si distinse dalle altre mogli di Pompeo per essere l'unica che lo seguì durante le sue campagne militari, fra cui quelle relative alla guerra civile contro Cesare. Poco prima della battaglia di Farsalo, nel 48 a.C., Pompeo la mandò a Lesbo, a Mitilene, dove la raggiunse dopo la sconfitta. La presenza di Cornelia fu un fattore importante nella decisione di Pompeo di recarsi in Egitto per cercare appoggio: infatti, era inizialmente intenzionato a dirigersi verso la Partia, tuttavia non si fidava di quel popolo per quanto riguardava la sicurezza della moglie, motivo per cui scelse infine l'Egitto. Tuttavia, quando Pompeo sbarcò, fu tradito, ucciso e decapitato per ordine dei reggenti Potino e Achilla, il tutto sotto gli occhi di Cornelia e di Sesto, figlio di Pompeo e della sua terza moglie, che erano rimasti sulla nave e non poterono far altro che fuggire. In seguito, Cesare vendicò la morte di Pompeo e consegnò alla sua vedova le ceneri del marito e il suo anello con sigillo. 
Dopodiché, Cornelia si ritirò a Roma e visse il resto della sua vita nelle proprietà ereditate dal marito.